# Вілл Бойд
Вільям Джеймс Бойд (англ. William James Boyd; нар. 27 квітня 1979, Літл-Рок, Арканзас, США)  — американський музикант. Колишній бас-гітарист рок-групи «Evanescence».
В червні 2003 Вілл став офіційним учасником «Evanescence». Був спів-автором двох пісень «October» і «So Close», проте вони не увійшли ні до одного альбому. В червні 2006 за власним бажанню покинув «Evanescence». Вілл також був учасником «The Visitors» і «Lucky Father Brown». У наш час[коли?] він входить до складу групи «Two Spines» і «American Princes».

## Дискографія

### «The Visitors»
- Some Other Day (1997)
- Gone For Days EP (1998)

### «Evanescence»
- Evanescence EP (1998)
- Origin (4 листопада 2000)
- Anywhere but Home (23 листопада 2004)
- The Open Door (25 вересня 2006)